# 용인시축구센터
용인시 축구센터는 경기도 용인시에 위치한 유소년 축구 육성기관이다. 2001년에 창단 된 이후 무려 200여 명의  프로 축구선수를 배출해 왔으며 김보경, 김진수 등의 여러 국가대표 선수들 또한 여럿 이곳 출신이다. U-18, U-15, U-12팀이 존재하며 과거에는 U-18팀이 백암고등학교와 신갈고등학교의 축구부 소속였지만 2020년부터 덕영고등학교의 축구부가 U-18팀으로 활동 중이다.

## 출신 인물
해당 홈페이지의 명예의 전당 인물만 기재
- 오재석
- 김보경
- 김진수
- 석현준
- 이승렬
- 이범영
- 윤영선
- 김주영
- 조찬호
- 정인환
- 김영찬

## 같이 보기
- 용인축구센터
- 백암중학교
- 원삼중학교
- 태성중학교
- 백암고등학교
- 신갈고등학교
- 덕영고등학교